# Germán Güity
Germán Güity (Santa Fe, Honduras, 19 de diciembre de 1986) es un futbolista hondureño. Juega como portero y milita en el Social Sol de la Liga de Ascenso de Honduras.

## Clubes
| Club                   | País     | Año         |
| ---------------------- | -------- | ----------- |
| Real Sociedad de Tocoa | Honduras | 2010 - 2013 |
| Unión Sabá             | Honduras | 2013        |
| Social Sol             | Honduras | 2014        |
| Real Sociedad de Tocoa | Honduras | 2014        |
| Social Sol             | Honduras | 2015 -      |